# Specola di Padova
La Specola di Padova è la sede dell'Osservatorio Astronomico di Padova, una delle più importanti strutture di ricerca dell'Istituto Nazionale di Astrofisica (INAF). Nato come gabinetto universitario nel 1767, l'Osservatorio divenne ente giuridico autonomo nel 1923, per confluire infine nell'INAF nel 2001. La Specola fu realizzata trasformando e riadattando interamente la torre principale del Castelvecchio, la cosiddetta Torlonga. È alta 49,59 m (53,30 m con l'antenna parafulmine) per 252 gradini (dati dallo spaccato nord della torre Specola eseguito da Giovanni Silva nel 1911).

## Storia

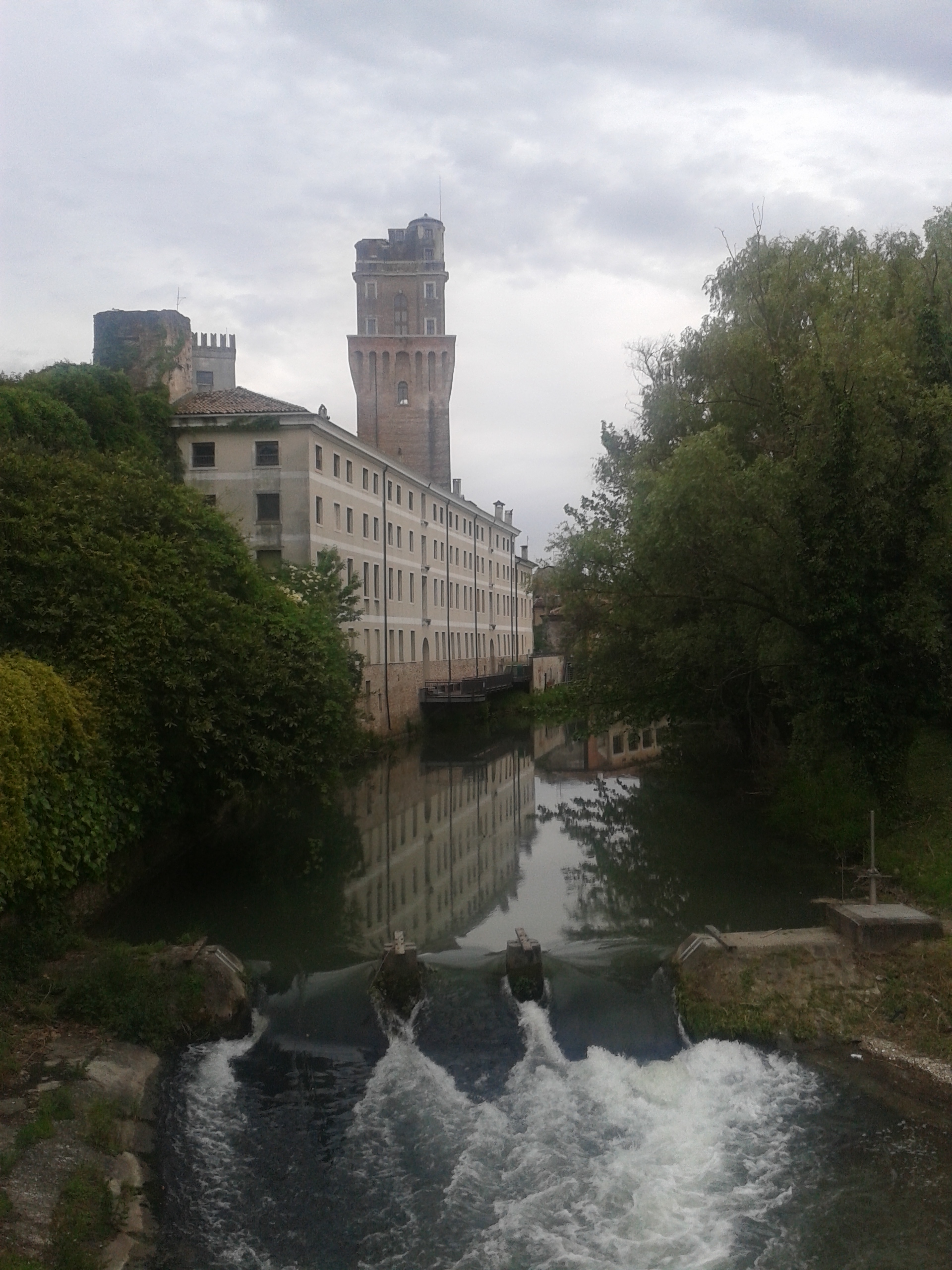
Veduta della Torlonga fotografata dal Ponte San'Agostino

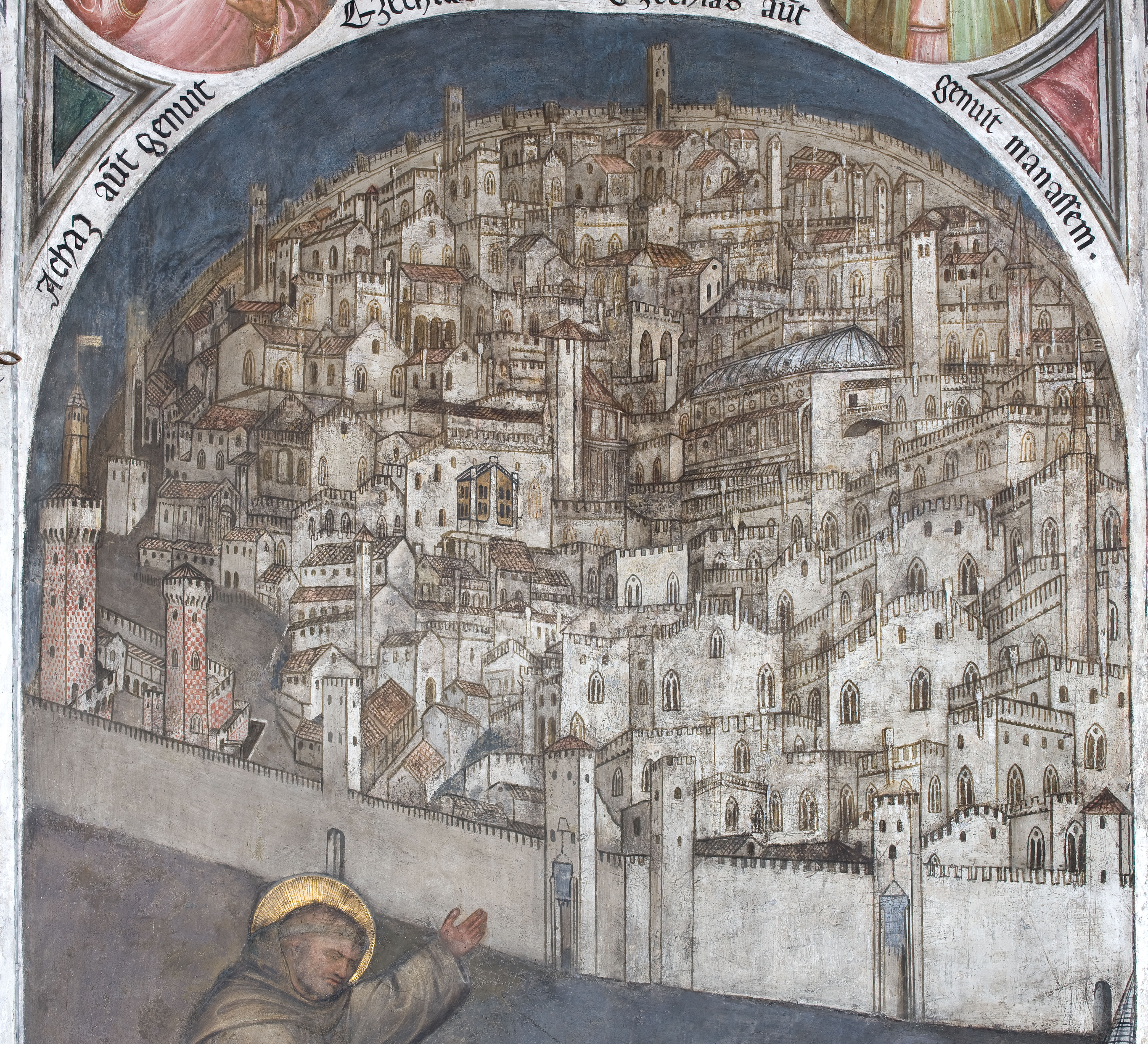
Il castello di Padova a scacchi rossi (a sx) nel '300. Affresco di Giusto de' Menabuoi nella Basilica del santo.

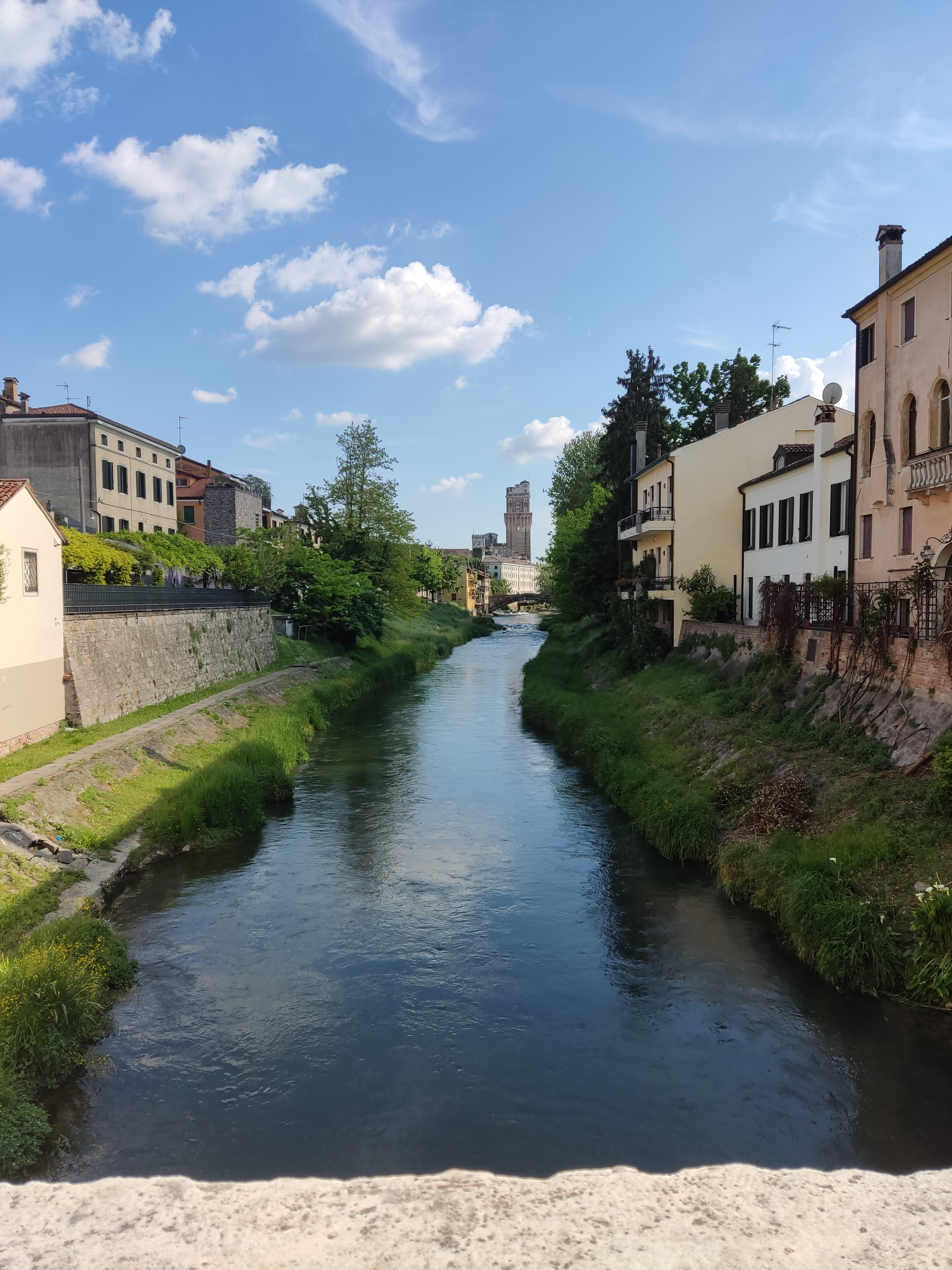
Vista della Specola da Ponte San Giovanni delle Navi, Padova

La Torlonga era un'antica torre di difesa medievale edificata nel IX secolo d.C. Fu risistemata da Ezzelino III da Romano nel XIII secolo ed è legata alla fama di crudeltà di quest'ultimo: fu infatti prigione e sala di tortura per i nemici del tiranno, caduto il quale il castello fu abbandonato.
Nella seconda metà del Trecento, i Carraresi, nuovi signori di Padova, edificarono il nuovo castello sui resti del preesistente, in parallelo al corso del Bacchiglione. In un'antica veduta della città di Padova è raffigurato colorato a quadri bianchi e rossi (Giusto de' Menabuoi nella Basilica di Sant'Antonio di Padova).
Con la costruzione della cinta muraria cinquecentesca il castello e la torlonga persero la loro funzione militare e caddero in abbandono. Infatti, nel Settecento l'antica fortezza, in gran parte cadente, veniva chiamata "Castel Vecchio" e da tempo era stata destinata a magazzino di granaglie, di paglia, di fieno, deposito di armi e munizioni.
Nel 1761 il senato veneziano decretò l'istituzione di un osservatorio astronomico per l'Università padovana. Il progetto fu voluto dall'abate Giuseppe Toaldo che assieme all'architetto Domenico Cerato di Vicenza utilizzò l'esistente torrione, aggiungendovi alla sommità la sala di accesso alle torrette d'osservazione.

I lavori, condotti su progetto di Domenico Cerato, contemplavano la creazione di due osservatori distinti, ognuno adatto a svolgere una precisa funzione. Sulla sommità della torre sarebbe stato costruito l'osservatorio superiore, un ambiente ottagonale dotato di alte finestre per consentire, dall'interno della sala, l'osservazione del cielo a 360 gradi. Gli strumenti, tutti dotati di montatura con ruote, potevano infatti essere spostati nella terrazza circostante, più ampia verso sud perché l'orizzonte sud è la direzione privilegiata per le osservazioni astronomiche nell'emisfero boreale.

A circa 16 m di altezza sarebbe stato costruito l'osservatorio inferiore, una sala progettata appositamente per eseguire le osservazioni al meridiano celeste. Qui infatti fu realizzata la linea meridiana, fondamentale per determinare l'istante esatto del mezzogiorno locale, e qui fu installato il grande quadrante murale che serviva per osservare il passaggio degli astri al meridiano celeste. A testimonianza della trasformazione della torre-prigione in un luogo dedicato agli studi astronomici fu incisa una lapide sopra la porta a pianterreno della torre quando i lavori furono ultimati nel 1777.

Dal settembre 1772 all'agosto 1773 la sala ottagonale dell'osservatorio superiore venne affrescata dal pittore vicentino Giacomo Ciesa con soggetti di carattere astronomico ideati da Toaldo. Settecento, e fino ai primi anni dell'Ottocento, l'accesso alla Specola avveniva dall'attuale piazza Castello.
Nel 1773, prima ancora che i lavori della Specola fossero finiti, Toaldo ottenne il permesso di collocare un parafulmine.  Quello della Specola fu la prima installazione di un parafulmine installato su un edificio pubblico nella Repubblica di Venezia (l'invenzione era stata fatta da Benjamin Franklin nel 1750), una decisione presa con la consulenza del professore ginevrino Horace-Bénédict de Saussure, di passaggio per Padova.
Nel 1777 la Specola di Padova venne infine completata come edificio, ma altrettanto non si poteva dire del corredo strumentario. L'acquisizione degli strumenti avvenne a varie riprese; nel 1779, dopo un viaggio per nave dall'Inghilterra a Venezia, poi in battello dalla città lagunare sino all'Osservatorio, arrivò un grande quadrante che venne fissato al muro appositamente predisposto e orientato con grande precisione lungo l'asse nord-sud all'interno della sala meridiana. Nel complesso il corredo strumentario della Specola, verso la fine del Settecento, era formato da quadranti, cannocchiali rifrattori, orologi a pendolo, e altri strumenti per la misura delle coordinate celesti come lo strumento dei passaggi e la macchina parallattica.
Il 25 luglio 1806, Napoleone emanava il decreto con il quale veniva conservata l'Università di Padova, e con essa anche l'Osservatorio.

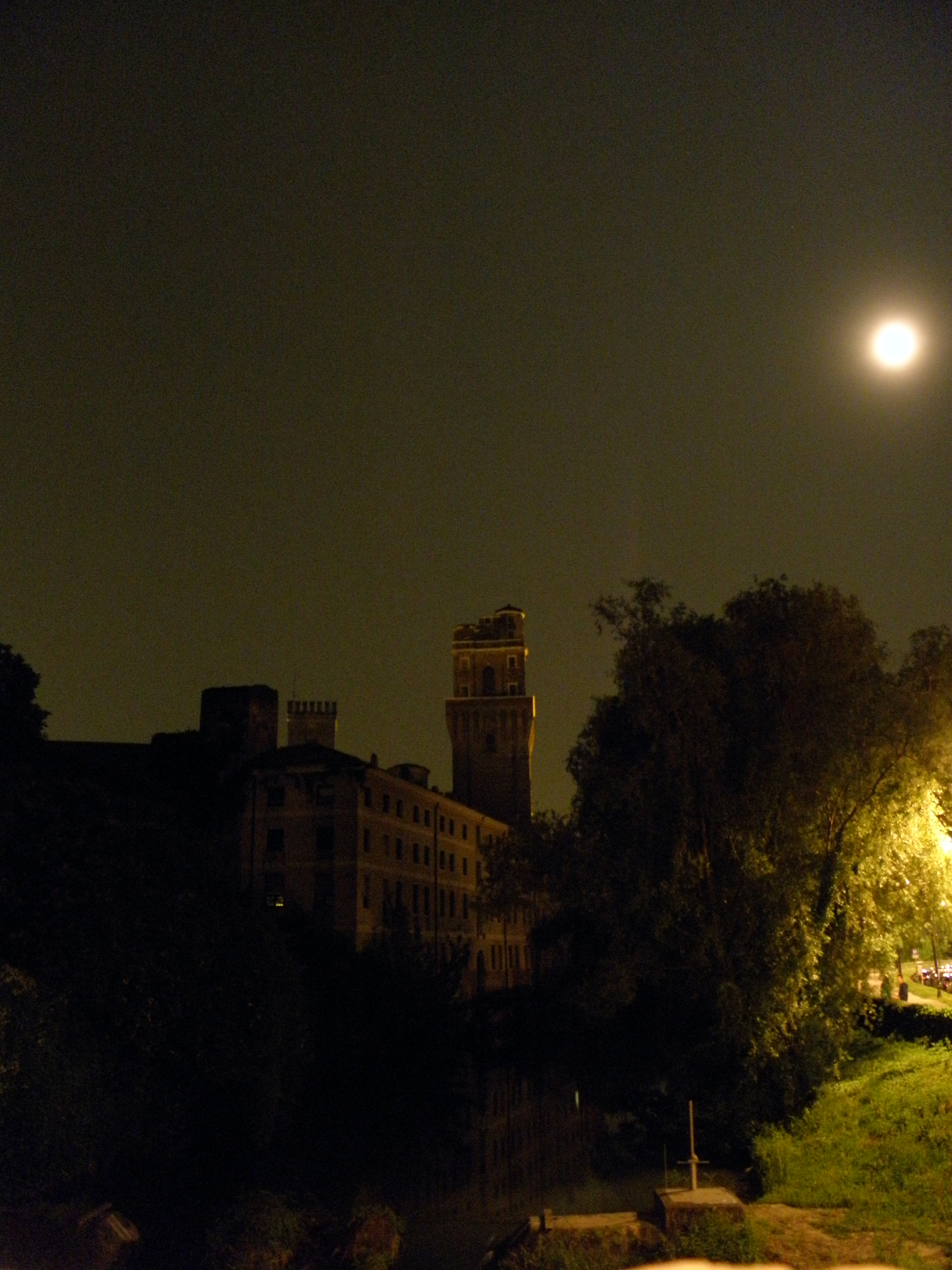
Il complesso con la Specola, vista notturna da Ponte Sant'Agostino.

Con l'entrata in guerra dell'Italia il 24 maggio 1915, Padova, dopo Udine, divenne la sede del Comando supremo delle forze armate: furono requisiti dal Comando generale gli apparati telegrafici in uso all'Osservatorio per il servizio dell'ora; nel 1916 fu requisita la torre per il servizio di avvistamento degli aerei nemici. Direttore della Specola era in quegli anni Antonio Maria Antoniazzi. I locali dell'Osservatorio furono riconsegnati all'università di Padova nel 1919.
Con la costruzione della succursale di Asiago nel 1942 (Osservatorio astrofisico di Asiago) e il suo sviluppo negli anni successivi (Stazione osservativa di Asiago Cima Ekar), la torre della Specola non fu più usata per compiere osservazioni astronomiche. Alcuni locali furono invece trasformati per collocarvi la biblioteca antica e l'archivio.

## Museo La Specola
Nel 1994 l'Osservatorio di Padova, giuridicamente autonomo dal 1923, presentò domanda al Ministero delle finanze per poter acquisire un nuovo edificio, la cosiddetta Casa del Munizioniere del Castelvecchio, che era divenuta infermeria del carcere sotto il dominio austriaco. Nello stesso anno il consiglio direttivo deliberò l'istituzione della sezione museale dell'Osservatorio, con la denominazione di "Museo La Specola". L'acquisizione dei nuovi spazi, avvenuta qualche anno più tardi, permise poi all'Osservatorio di ampliare il percorso museale e di destinare interamente la torre a museo.
Dal 1994, quindi, il Museo La Specola conserva, restaura ed espone gli strumenti di osservazione utilizzati dagli astronomi padovani nel corso dei 250 anni della loro storia.